# Adolphe (grand-duc de Luxembourg)
Pour les articles homonymes, voir Adolphe de Nassau (homonymie).
Adolphe de Nassau, né le 24 juillet 1817 au château de Biebrich (Wiesbaden) et mort le 17 novembre 1905 au château de Hohenburg (en) (Lenggries), est duc de Nassau de 1839 à 1866 et grand-duc de Luxembourg de 1890 à sa mort.
Héritier de la branche aînée de la maison de Nassau, lointain cousin du roi Guillaume III des Pays-Bas, il était un proche parent des rois Maximilien II de Bavière, Othon Ier de Grèce, Carol Ier de Roumanie, Oscar II de Suède, Guillaume II de Wurtemberg, du régent Léopold de Bavière et du grand-duc Louis III de Hesse. 
Adolphe est le fils de Guillaume de Nassau (1792-1839) et de Louise de Saxe-Hildburghausen. Il est le premier grand-duc luxembourgeois à ne pas être issu de la maison d'Orange-Nassau et rompt ainsi l'union personnelle qui liait le Grand-duché de Luxembourg à la monarchie néerlandaise, permettant à celui-ci de devenir un état indépendant que l'on connait aujourd'hui : le Luxembourg.

## Accession au trône
Le prince Adolphe de Nassau est le troisième des huit enfants du couple ducal dont seuls quatre parviendront à l'âge adulte : Thérèse qui épousera un cousin du tsar et se signalera par sa charité envers les nécessiteux, Maurice héritier en second puis héritier de son frère qui mourra prématurément en 1850, Marie, devenue princesse de Wied sera la mère de la première reine de Roumanie. Le prince Adolphe perd sa mère à l'âge de 8 ans en 1825. Son père se remarie en 1829 avec la princesse Pauline de Wurtemberg qui lui donne quatre enfants : Hélène, princesse de Waldeck-Pyrmont sera la grand-mère de la reine Wilhelmine des Pays-Bas ; Nicolas contractera une union morganatique et sera à l'origine de la branche des princes de Merenberg ; Sophie qui épousera le roi Oscar II de Suède. Le duc Guillaume est un souverain, un mari et un père particulièrement autoritaire. Il meurt le 30 août 1839. Le prince Adolphe lui succède et devient duc souverain de Nassau à l'âge de 22 ans. Il est également un des prétendants putatifs de la reine Victoria du Royaume-Uni.
Désespéré par la mort de sa première épouse, il fit construire une église orthodoxe sur une colline surplombant Wiesbaden afin de pouvoir apercevoir depuis son palais le lieu où avait été inhumée son épouse. La mort de son frère et héritier à l'âge de 30 ans le poussera à se remarier après 6 années de veuvage.

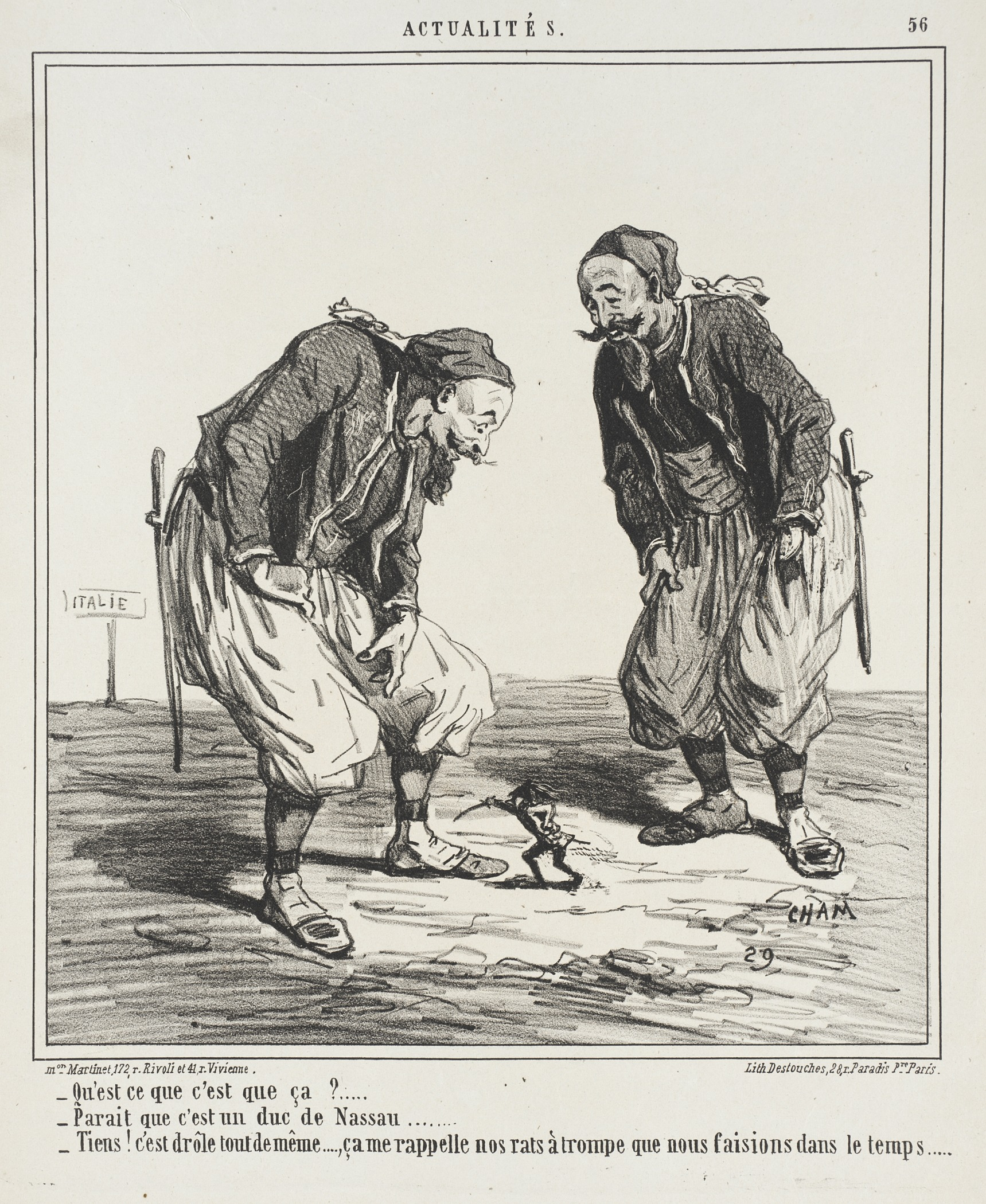
Caricature de Cham (Le Charivari - 1866) portant sur les ambitions du duc de Nassau en Italie.

Il apporta son soutien à l'Autriche lors de la guerre austro-prussienne de 1866. Après la défaite de l'Autriche, le duché de Nassau fut annexé par le royaume de Prusse (1866). Le duc reçut une indemnité substantielle.
En 1879, sa nièce Emma de Waldeck-Pyrmont (fille de sa demi-sœur Hélène de Nassau) épousa le vieux roi Guillaume III des Pays-Bas. En 1890, leur unique fille, Wilhelmine, hérita du trône des Pays-Bas, mais en vertu du traité entre les branches de la Maison de Nassau de 1783-1815 qui réservait la couronne aux seuls héritiers mâles, elle fut exclue de la succession concernant le Luxembourg. Le grand-duché uni aux Pays-Bas depuis 1815 échut donc au duc Adolphe.
Le grand-duc Adolphe était également un grand-oncle de l'archiduchesse Marie-Christine d'Autriche-Teschen qui avait épousé en 1879 le roi Alphonse XII d'Espagne et assuma la régence pour son fils Alphonse XIII de 1886 à 1902.

## Règne
En 1888, le prince Oscar, petit-neveu du grand-duc, épousa Ebba Funck contre la volonté de son père, le roi Oscar II de Suède. Il fut alors dépossédé de ses titres princiers, aussi, en 1892, le grand-duc Adolphe conféra à son petit neveu le titre de comte héréditaire de Visborg (en), château de Visby (Gotland). Visborg se trouve dans le duché de Nassau, duché annexé par la Prusse en 1866. Ce titre fut de nouveau créé pour le grand-duché de Luxembourg.
Le grand-duc Adolphe appartenait à la huitième branche (branche cadette de Nassau-Weilbourg), elle-même issue de la septième branche (branche aîné de Nassau-Weilbourg) de la maison de Nassau. Cette lignée cadette de Nassau-Weilbourg appartient à la tige walmarienne qui donna des grands-ducs au Luxembourg.
Le grand-duc Adolphe est, par la grande-duchesse Charlotte l'ancêtre de l'actuel grand-duc Henri.
En 1902, son épouse, Adélaïde-Marie, fonde le prix Grand-Duc Adolphe : le couple princier décide de récompenser chaque année un artiste. Le prix existe toujours.

## Unions et postérité
Le 31 janvier 1844, Adolphe, après avoir refusé la fille du tsar Nicolas Ier, la grande-duchesse Olga Nicolaïevna de Russie (1822-1892) qui le trouvait fort joli garçon, épouse la grande-duchesse Élisabeth Mikhaïlovna de Russie (1826-1845), fille du grand-duc Michel Pavlovitch de Russie et de la duchesse Charlotte de Wurtemberg, et nièce du tsar Nicolas Ier, qui mourut en mettant au monde une petite fille qui ne vécut pas :
- Élisabeth de Nassau (1845-1845).

Veuf, il épouse le 23 avril 1851 Adélaïde d'Anhalt-Dessau (1833-1916), fille de Frédéric-Auguste d'Anhalt-Dessau et de Marie-Louise-Charlotte de Hesse-Cassel, sœur aînée de Louise, épouse du roi de Danemark Christian IX. De cette union naquirent :
- S.A.G.D. le prince Guillaume-Alexandre (1852-1912), futur Guillaume IV, grand-duc de Luxembourg, épouse en 1893 Marie-Anne de Bragance (1861-1942) régente du grand-duché, d'où six filles ;
- S.A.G.D. le prince François-Joseph (1859-1875) ;
- S.A.G.D. la princesse Hilda (1864-1952), épouse en 1885 Frédéric II de Bade (1857-1928).

## Sources
- Généalogie des rois et des princes de Jean-Charles Volkmann. Edit. Jean-Paul Gisserot (1998)